# Another Diary
「Another Diary」（アナザー・ダイアリー）は、1986年3月5日に発売されたPSY・Sの3枚目のシングル。12インチシングルで発売。

## 解説
表題曲「Another Diary」は前作「BRAND-NEW MENU」同様、SEIKO「ALBA」CMソングに使用、後にベスト・アルバム『TWO HEARTS』に“New Version”で収録された。
「Chasing The Rainbow」はCDV「電気とミント」オーディオパート収録のみで長らく未CD化だったが、1998年にCD選書『Brand-New Menu+Another Diary』にて初CD化された。
「Paper Love」は『Different View』からのリカット。

## 収録曲
- 全作編曲：松浦雅也

### SIDE A
1. Another Diary（アナザー・ダイアリー）
作詞：佐伯健三

### SIDE B
1. Chasing The Rainbow（チェイシング・レインボウ）
作詞：安則まみ
2. Paper Love（ペイパー・ラヴ）
作詞：佐伯健三